# Steven Bauer
Steven Bauer, pseudonimo di Esteban Ernesto Echevarría Samson (L'Avana, 2 dicembre 1956), è un attore cubano naturalizzato statunitense. È noto per aver interpretato il personaggio di Manolo Ribera nel film Scarface e di Don Eladio nella serie televisiva Breaking Bad e nel suo spin-off Better Call Saul.

## Biografia
Esteban Ernesto Echevarría Samson è nato a L'Avana, da padre cubano di religione cattolica e da madre cubana figlia di una coppia di immigrati ebrei d'origine tedesca e italiana. All'età di quattro anni, Esteban e la sua famiglia emigrarono negli Stati Uniti d'America, stabilendosi a Miami, in Florida. Ottenuta la cittadinanza statunitense, cambiò nome in Steven Bauer, scegliendo Bauer, il cognome della nonna materna. Nel periodo in cui frequentava il college fece un'audizione per un'opera di Tennessee Williams, e dopo aver ottenuto la parte capì che voleva far l'attore. Si trasferì a New York e studiò presso Stella Adler. Tra i suoi film più celebri c'è Scarface (1983), in cui interpreta la parte di Manolo Ribera ("Manny"), braccio destro di Tony Montana, interpretato da Al Pacino.
Nel 1985 appare nel videoclip del brano Would I Lie to You? degli Eurythmics, nel ruolo del fidanzato di Annie Lennox. Altre piccole parti le ha avute in film come Schegge di paura (1996), di Gregory Hoblit e Traffic (2000), di Steven Soderbergh. Ha anche partecipato come guest star a un episodio della serie televisiva statunitense Walker Texas Ranger. Nel 2011 interpreta Don Eladio Vuente, capo del cartello messicano, nella serie televisiva Breaking Bad, ruolo che reinterpreta nel 2017 nello spin-off Better Call Saul. Nel 2012 partecipa al decimo episodio della serie Common Law, interpretando la parte di Miguel Ávila, il titolare guatemalteco di un autolavaggio. Dal 2013 al 2017 prende parte alla serie televisiva Ray Donovan, vestendo i panni di Avi Rudin.

## Vita privata
Steven Bauer si è sposato quattro volte. La prima, dal 1981 al 1987, con l'attrice Melanie Griffith, da cui ha avuto un figlio, Alexander, nato nel 1985. Dal 1989 al 1991 è stato poi sposato con l'attrice Ingrid Anderson, da cui ha avuto un altro figlio, Dylan, nato nel 1990. Dal 1992 al 2002 è stato sposato con Christiana Boney e dal 2003 al 2012 con Paulette Miltimore. Nel 2014 si è fidanzato con la giornalista Lyda Loudon.

## Filmografia parziale

### Attore

#### Cinema
- La ragazza di San Diego (Valley Girl), regia di Martha Coolidge (1983)
- Scarface, regia di Brian De Palma (1983)
- Ladro di donne (Thief of Hearts), regia di Douglas Day Stewart (1984)
- Una perfetta coppia di svitati (Running Scared), regia di Peter Hyams (1986)
- Wildfire - All'improvviso un maledetto amore (Wildfire), regia di Zalman King (1988)
- Belva di guerra (The Beast), regia di Kevin Reynolds (1988)
- California Skate (Gleaming The Cube), regia di Graeme Clifford (1989)
- Il silenzio del deserto (A Climate for Killing), regia di J.S. Cardone (1991)
- Doppia personalità (Raising Cain), regia di Brian De Palma (1992)
- Seduzione mortale (Woman of Desire), regia di Robert Ginty (1994)
- Il tocco del diavolo (Wild Side), regia di Donald Cammell (1995)
- Schegge di paura (Primal Fear), regia di Gregory Hoblit (1996)
- Missione finale (Plato's Run), regia di James Becket (1997)
- Blackout (The Blackout), regia di Abel Ferrara (1997)
- Vite nascoste (Forever Lulu), regia di John Kaye (2000)
- Traffic, regia di Steven Soderbergh (2000)
- The Learning Curve, regia di Eric Schwab (2001)
- Nola, regia di Alan Hruska (2003)
- Masked and Anonymous, regia di Larry Charles (2003)
- Doing Hard Time, regia di Preston A. Whitmore II (2004)
- The Lost City, regia di Andy García (2005)
- La fiesta del Chivo, regia di Luis Llosa (2006)
- Dietro le linee nemiche III - Missione Colombia (Behind Enemy Lines: Colombia), regia di Tim Matheson (2009)
- Shadows in Paradise, regia di J. Stephen Maunder (2010)
- The Last Gamble, regia di Joe E. Goodavage (2011)
- Werewolf - La bestia è tornata (Werewolf: The Beast Among Us), regia di Louis Morneau (2012)
- A Dark Truth - Un'oscura verità (A Dark Truth), regia di Damian Lee (2012)
- Vento di Sicilia (Sins Expiation), regia di Carlo Fusco (2012)
- JL Ranch, regia di Charles Robert Carner (2016)
- Nothing Is Impossible, regia di Matt Shapira (2022)
- Uno splendido disastro 2 - Il matrimonio (Beautiful Wedding), regia di Roger Kumble (2024)

#### Televisione
- ¿Qué Pasa, USA? – serie TV, 28 episodi (1977-1979)
- Agenzia Rockford (The Rockford Files) – serie TV, episodio 5x11 (1978)
- Giorno per giorno (One Day at a Time) – serie TV, episodio 6x13 (1981)
- Alfred Hitchcock presenta (Alfred Hitchcock Presents) – serie TV, episodio 1x01 (1985)
- Vendetta (Sword of Gideon), regia di Michael Anderson - film TV (1986)
- Oltre la legge - L'informatore (Wiseguy) – serie TV, 9 episodi (1990)
- Dolce veleno (Sweet Poison), regia di Brian Grant – film TV (1991)
- Walker Texas Ranger – serie TV, episodio 8x10 (1999)
- Relic Hunter – serie TV, episodi 2x05-2x12 (2000-2001)
- Nash Bridges – serie TV, episodio 6x14 (2001)
- V.I.P. – serie TV, episodio 3x18 (2001)
- Il boss dei boss (Boss of Bosses), regia di Dwight H. Little – film TV (2001)
- UC: Undercover – serie TV, episodi 1x02-1x04-1x08 (2001)
- Lost World - Predatori del mondo perduto (Raptor Island), regia di Stanley Isaacs – film TV (2004)
- South Beach – serie TV, episodi 1x03-1x05-1x08 (2006)
- Burn Notice - Duro a morire (Burn Notice) – serie TV, episodio 1x09 (2007)
- Law & Order - Unità vittime speciali (Law & Order: Special Victims Unit) – serie TV, episodio 9x09 (2007)
- Cold Case - Delitti irrisolti (Cold Case) – serie TV, episodio 6x20 (2009)
- Mental – serie TV, episodio 1x09 (2009)
- Hacienda Heights – serie TV, 11 episodi (2010)
- Breaking Bad – serie TV, episodi 4x08-4x10 (2011)
- Common Law – serie TV, episodio 1x10 (2012)
- Ray Donovan – serie TV, 44 episodi (2013-2017)
- The Mentalist – serie TV, episodio 5x12 (2013)
- CSI - Scena del crimine (CSI: Crime Scene Investigation) – serie TV, episodio 14x06 (2013)
- The Night Shift – serie TV, episodi 1x07-1x08 (2014)
- Hawaii Five-0 – serie TV, episodio 5x05 (2014)
- Battle Creek – serie TV, episodio 1x13 (2015)
- Blue Bloods – serie TV, episodi 6x06-7x16 (2015-2017)
- Regina del Sud (Queen of the South) – serie TV, 4 episodi (2017-2018)
- Better Call Saul – serie TV, episodio 3x04-5x10-6x09 (2017-2022)
- Golia (Goliath) – serie TV, episodio 2x07 (2018)
- NCIS - Unità anticrimine (NCIS) – serie TV, episodio 18x12 (2021)
- S.W.A.T. - serie TV, episodio 6x22 (2023)
- Infiltrati alla Casa Bianca - White House Plumbers (White House Plumbers) – miniserie TV, puntata 5 (2023)

### Doppiatore

#### Televisione
- American Dad! - serie animata, episodio 4x20 (2009) - Jaramillo

#### Videogiochi
- Scarface: The World Is Yours (2006) - Manny Ribera/The Sandman
- 007: Quantum of Solace (2008)
- Call of Duty: Black Ops II (2012)
- Hitman: Absolution (2012) - Birdie
- Let It Die (2016) - Kommando Kawasaki

## Doppiatori italiani
Nelle versioni in italiano delle opere in cui ha recitato, Steven Bauer è stato doppiato da:
- Massimo Rossi ne Il tocco del diavolo, Vite nascoste, Goliath
- Eugenio Marinelli in Alfred Hitchcock presenta, Regina del Sud
- Luca Ward in Doppia personalità, Traffic
- Roberto Draghetti in Relic Hunter, The Lost City
- Antonio Palumbo in Law & Order - Unità vittime speciali, NCIS - Unità anticrimine
- Paolo Marchese in Breaking Bad, S.W.A.T.
- Saverio Indrio in Cold Case - Delitti irrisolti, Hawaii Five-0
- Elio Zamuto in Scarface
- Maurizio Reti in Walker Texas Ranger
- Angelo Nicotra in Ladro di donne
- Marco Mete in Una perfetta coppia di svitati
- Roberto Pedicini in California skate
- Francesco Pannofino in Seduzione mortale
- Gianluca Tusco in Schegge di paura
- Luciano Marchitiello in Missione finale
- Roberto Gammino in The Learning Curve
- Massimo Rinaldi in Doing Hard Time
- Massimo Corvo in CSI - Scena del crimine
- Edoardo Siravo in Mental
- Dario Oppido in Dietro le linee nemiche III - Missione Colombia
- Davide Marzi in The Mentalist
- Simone Mori in A Dark Truth - Un'oscura verità
- Janpa Serino in Vento di Sicilia
- Nino Prester in Ray Donovan
- Carlo Valli in Blue Bloods
- Fabrizio Russotto in JL Ranch
- Diego Suarez in Supergirl
- Massimo Lodolo in Nothing Is Impossible
- Tony Sansone in Infiltrati alla Casa Bianca - White House Plumbers
- Alessandro Budroni in Uno splendido disastro 2 - Il matrimonio